# Isadora Romero
Isadora Romero (* 1987) je ekvádorská nezávislá dokumentární fotografka a vizuální umělkyně. Získala titul Fotograf roku 2022 v kategorii „otevřený formát“ na World Press Photo.

## Životopis
Isadora Romero se narodila v roce 1987 v Ekvádoru. Absolvovala kurzy fotografie na Alliance française v Quitu, poté tři roky studovala kinematografii a v roce 2014 studovala fotografii na Universidad de Palermo v Buenos Aires . Je také držitelkou technického diplomu ve filmové a videorežii z ekvádorského Národního institutu vizuálních umění
V letech 2007 až 2011 vyučovala fotografii na několika institutech, kurzech a univerzitách v Ekvádoru, Kolumbii, Argentině a Mexiku.
Je spoluzakladatelkou Ruda Colectiva, kolektivu latinskoamerických žen a nebinárních fotografů . Členka sdružení ekvádorských fotografů, žije a pracuje v Quitu. Její fotografie jsou publikovány v mezinárodním tisku: Time Magazine, Le Monde , Le Temps  atd.

## Publikace
- Isadora Romero siete punto ocho. [s.l.]: [s.n.] ISBN 978-8417047481. Misha Vallejo, Editorial PM, 2018, 96 s..

## Ocenění a uznání
Neúplný seznam
- 2017: Fotožurnalistika pro mír[1]
- 2017: Ekvádorský kulturní grant[1]
- 2017: Cena Fotožurnalistika pro mír, Ekvádor[1]
- 2017: Finalistka Ceny Inge Morathové Nadace Magnum[1]
- 2020: Joop Swart Masterclass[5]
- 2021: Magnum Foundation's Photography and Social Justice Fellowship[6]
- 2022: Kulturní a umělecká cena fondu Prince Clause, Mentorship Awards[5]
- 2022: World Press Photo of the Year v kategorii otevřených formátů za sérii Krev je semeno[7]